# تاریخچه پرتودرمانی
تاریخچه پرتودرمانی یا رادیوتراپی را می‌توان به آزمایش‌هایی نسبت داد که بلافاصله پس از کشف پرتو ایکس (۱۸۹۵) انجام شد، زمانی که نشان داده شد قرار گرفتن در معرض تابش باعث سوختگی‌هایپوستی می‌شود. پزشکان شروع به استفاده از برق‌درمانی و اشاروتیک برای درمان رشدها و ضایعاتی کردند که توسط بیماری‌هایی مانند لوپوس، کارسینوم سلول بازال و اپیتلیوما ایجاد می‌شدند. عموماً اعتقاد بر این بود که تابش دارای خواص باکتری‌کشی است، بنابراین وقتی رادیوم کشف شد، علاوه بر درمان‌های مشابه با پرتو ایکس، به عنوان افزودنی به درمان‌های پزشکی برای بیماری‌هایی مانند سل که در آنها باسیل‌های مقاوم وجود داشت نیز استفاده می‌شد.
علاوه بر این، از آنجا که مشخص شد در آب‌های چشمه‌های آب گرم، تشعشع وجود دارد و به خاطر قدرت درمانی‌شان مشهور هستند، به عنوان یک نوش‌دارو برای انواع بیماری‌ها در پزشکی قانونی و کلاهبرداری در حوزه سلامت به بازار عرضه می‌شد. علم پزشکی معتقد بود که دوزهای کم تشعشع هیچ آسیبی نمی‌رساند و اثرات مضر دوزهای زیاد موقتی است.
استفاده گسترده از رادیوم در پزشکی زمانی پایان یافت که مشخص شد تحمل فیزیکی بدن کمتر از حد انتظار است و قرار گرفتن در معرض آن باعث آسیب‌های طولانی‌مدت به سلول‌ها می‌شود که می‌تواند تا ۴۰ سال پس از درمان به صورت سرطان بروز کند. استفاده از تابش امروزه همچنان به عنوان درمانی برای سرطان در پرتودرمانی ادامه دارد.

## توسعه اولیه پرتودرمانی (۱۸۹۵–۱۹۰۵)
خواص تپرتونگاری کشف شد و کاربردهای عملی آن‌ها در تحقیقات و تشخیص بیماری‌ها بلافاصله آشکار گردید، و به‌زودی استفاده از آن‌ها در زمینه پزشکی گسترش یافت. از اشعه ایکس برای تشخیص شکستگی استخوان‌ها، بیماری قلبی و سل استفاده می‌شد. روش‌های نوآورانه‌ای برای اهداف تشخیصی مختلف ابداع شد، مانند پر کردن حفره‌های گوارشی با بیسموت که امکان مشاهده آن‌ها از طریق بافت و استخوان را فراهم می‌کرد.

### کشف پتانسیل درمانی پرتودرمانی
در طول کارهای عملی اولیه و تحقیقات علمی، آزمایش‌کنندگان متوجه شدند که قرار گرفتن طولانی‌مدت در معرض اشعه ایکس باعث التهاب و به ندرت آسیب به بافت پوست می‌شود. این اثر بیولوژیکی توجه لئوپولد فروند و ادوارد شیف را جلب کرد که تنها یک یا دو ماه پس از اعلام رونتگن پیشنهاد دادند از اشعه ایکس در درمان بیماری‌ها استفاده شود. تقریباً همزمان، امیل گروبه از شیکاگو که احتمالاً اولین پزشک آمریکایی بود که در سال ۱۸۹۶ استفاده از اشعه ایکس را برای درمان سرطان آغاز کرد، در شیکاگو آزمایش‌هایی پیرامون کاربردهای پزشکی اشعه ایکس انجام داد. در آن زمان، اشکاروتیک‌ها قبلاً برای درمان بدخیمی‌های پوستی از طریق سوختگی‌های خورنده استفاده می‌شدند و برق‌درمانی نیز به منظور تحریک بافت پوست مورد آزمایش قرار گرفته بود. 
اولین تلاش برای درمان با اشعه ایکس توسط ویکتور دسپین، پزشک فرانسوی، انجام شد که از آن برای بیماری مبتلا به سرطان معده استفاده کرد. در سال ۱۸۹۶، او مقاله‌ای با نتایج منتشر کرد: یک درمان یک هفته‌ای با کاهش درد و کاهش اندازه تومور همراه بود، اگرچه این مورد در نهایت کشنده بود. نتایج قطعی نبود، زیرا بیمار همزمان تحت درمان‌های دیگری نیز قرار می‌گرفت. اولین آزمایش فروند یک شکست غم‌انگیز بود. او برای ایجاد موزدایی، اشعه ایکس را به یک خال پوستی اعمال کرد و یک زخم عمیق ایجاد شد که در برابر درمان بیشتر با اشعه مقاوم بود. اولین درمان موفق توسط شیف، که با فروند همکاری می‌کرد، در مورد لوپوس ولگاریس انجام شد. یک سال بعد، در سال ۱۸۹۷، این دو گزارشی از موفقیت خود منتشر کردند و این امر باعث آزمایش‌های بیشتر در درمان‌های اشعه ایکس شد. پس از آن، آنها در سال ۱۸۹۸ درمان موفقیت‌آمیزی برای لوپوس اریتماتوس انجام دادند. این ضایعه به شکل رایجی به نام «لکه پروانه‌ای» بود که در دو طرف صورت ظاهر می‌شد و شیف برای مقایسه اثرات، پرتودرمانی را فقط به یک طرف صورت اعمال کرد.
ظرف چند ماه، مجلات علمی مملو از گزارش‌هایی از درمان موفقیت‌آمیز انواع مختلف بدخیمی‌های بافت پوست با اشعه ایکس شدند. در سوئد، ثور استنبک نتایج اولین درمان‌های موفقیت‌آمیز کارسینوم سلول بازال و اپیتلیوم را در سال ۱۸۹۹ منتشر کرد که بعداً در همان سال توسط تاگه شوگرن تأیید شد. کمی بعد، یافته‌های آنها توسط تعدادی دیگر از پزشکان تأیید شد.

### نیلز فینسن و فتوتراپی

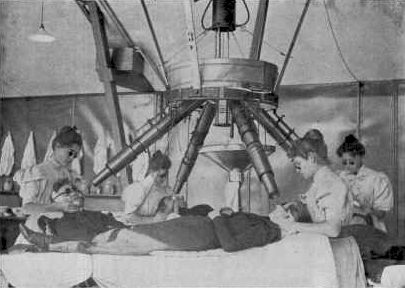
چراغ بیمارستان فینسن، ۱۹۰۰. لوله‌های پروژکتوری را می‌توان طوری تنظیم کرد که نور را متمرکز کنند، نوری که از طریق یک لنز توخالی که روی قسمت تحت درمان فشرده شده است، هدایت می‌شود. پرستاران و بیماران برای محافظت از چشم‌ها در برابر نور، عینک آفتابی زده‌اند.

نیلز فینسن، یک پزشک فاروئی-دانمارکی، در آن زمان به اثرات بیولوژیکی نور علاقه‌مند شده بود. او مقاله‌ای Om Lysets Indvirkninger paa Huden منتشر کرد. («دربارهٔ اثرات نور بر پوست») در سال ۱۸۹۳. با الهام از این کشف که پرتوهای ایکس می‌توانند اثرات درمانی داشته باشند، او تحقیقات خود را به بررسی پرتوهای نور هدایت‌شده گسترش داد. در سال ۱۸۹۶، او مقاله‌ای در مورد یافته‌های خود Om Anvendelse i Medicinen af koncentrerede kemiske Lysstraaler منتشر کرد. ("استفاده از پرتوهای نور شیمیایی متمرکز در پزشکی"). فینسن کشف کرد که لوپوس در صورت جداسازی توسط سیستمی از کریستال‌های کوارتز، با پرتوهای فرابنفش قابل درمان است و پس از آن لامپی برای جداسازی پرتوها ساخت. لامپی که به لامپ فینسن معروف شد، به‌طور گسترده در نوردرمانی مورد استفاده قرار گرفت و مشتقات آن هنگام آزمایش انواع دیگر رادیوتراپی مورد استفاده قرار گرفت. اصلاحاتی در طرح اولیه فینسن انجام شد و رایج‌ترین شکل‌های آن در لامپ فینسن-رین و لامپ فینسن-لومهولت یافت شد.
تا سال ۱۹۰۵، تخمین زده می‌شد که ۵۰ درصد از موارد لوپوس با روش‌های فینسن با موفقیت درمان می‌شدند. فینسن خیلی زود به خاطر تحقیقاتش جایزه نوبل دریافت کرد.

### رونتگنوتراپی (درمان با اشعه رونتگن)

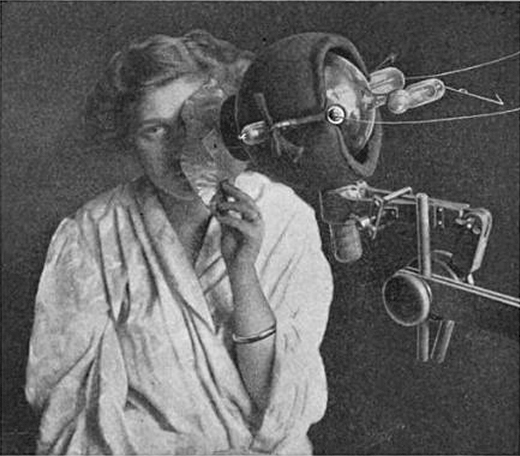
دستگاه اشعه ایکس مورد استفاده برای درمان اپیتلیوم صورت، ۱۹۱۵. لوله در یک محافظ موضعی قرار دارد و یک ورق فلزی سوراخ‌دار با چسب به سطح آن محکم شده است.

از آزمایش‌های درمانی اولیه، حوزه جدیدی از درمان با اشعه ایکس متولد شد که به نام ویلهلم رونتگن، کاشف اشعه ایکس، رونتگنوتراپی نامیده می‌شود. هنوز مشخص نبود که اشعه ایکس چگونه بر روی پوست عمل می‌کند؛ با این حال، به‌طور کلی توافق بر این بود که ناحیه آسیب‌دیده از بین می‌رود یا تخلیه یا جذب می‌شود.
تا سال ۱۹۰۰، چهار دسته مشکل به‌طور گسترده‌ای با اشعه ایکس درمان می‌شدند که بر اساس پنج دسته‌بندی اولیه‌ای بود که توسط فروند ارائه شده بود:
1. در هیپرتریکوزیس، برای حذف موهای ناخواسته؛
2. در درمان بیماری‌های مو و فولیکول‌های مو که نیاز به حذف مو داشت؛
3. در درمان التهابات پوستی مانند اگزما و آکنه؛
4. و در درمان بیماری‌های بدخیم پوست در مواردی مانند لوپوس و اپیتلیوما

علاوه بر این، اشعه ایکس با موفقیت در سایر موارد کارسینوم به کار گرفته شد، آزمایش‌هایی در درمان سرطان خون انجام شد و به دلیل خواص باکتری‌کشی احتمالی، پیشنهادهایی برای استفاده از آن در بیماری‌هایی مانند سل وجود داشت. آزمایش‌هایی نیز با استفاده از اشعه ایکس برای درمان صرع انجام شد که قبلاً به صورت تجربی با جریان‌های الکتریکی درمان شده بود.

## توسعه بیشتر و استفاده از رادیوم (۱۹۰۵–۱۹۱۵)
به دلیل هیجان ناشی از این درمان جدید، مقالات مربوط به اثرات درمانی اشعه ایکس اغلب در مورد تمایل به درمان بیماری‌های مختلف اغراق می‌کردند. گزارش‌هایی مبنی بر اینکه در برخی موارد، درمان، شرایط برخی از بیماران را بدتر می‌کند، به نفع خوش‌بینی امیدوارانه نادیده گرفته می‌شد. هنری جی. پیفارد از این پزشکان به عنوان «دیوانگان پرتودرمانی» و «رادیوگرافترها» یاد می‌کرد. مشخص شد که اشعه ایکس فقط در موارد خاصی از نوع سلول بازال اپیتلیوم قادر به درمان است و در سرطان بدخیم بسیار غیرقابل اعتماد است و آن را جایگزین مناسبی برای جراحی نمی‌کند. در بسیاری از موارد درمان، سرطان پس از مدتی عود می‌کرد. آزمایش‌های اشعه ایکس در سل ریوی بی‌فایده بود. گذشته از اینکه حرفه پزشکی اعتماد خود را به توانایی درمان با اشعه ایکس از دست داد، عموم مردم به‌طور فزاینده‌ای آن را به عنوان یک نوع درمان خطرناک می‌دیدند. این منجر به دوره‌ای از بدبینی در مورد استفاده از اشعه ایکس شد که از حدود سال ۱۹۰۵ تا ۱۹۱۰ یا ۱۹۱۲ ادامه داشت.

### رادیوتراپی

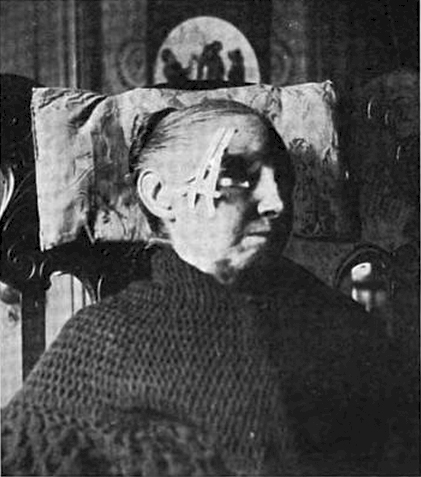
لوله‌های کوچک حاوی نمک‌های رادیوم که برای درمان بیماری لوپوس یا زخم جوندگان به صورت یک زن بسته شده‌اند، ۱۹۰۵.

کمی پس از کشف رادیوم در سال ۱۸۹۸ توسط پیر و ماری کوری، گمانه‌زنی‌هایی در مورد اینکه آیا می‌توان از این تابش برای درمان به همان روشی که از اشعه ایکس استفاده می‌شود، استفاده کرد، وجود داشت. اثر فیزیولوژیکی رادیوم برای اولین بار در سال ۱۹۰۰ توسط اتو والکهوف مشاهده شد، و بعداً با آنچه که به عنوان «سوختگی بکرل» شناخته می‌شود، تأیید شد. در سال ۱۹۰۱، هنری بکرل یک لوله رادیوم را در جیب جلیقه خود قرار داد که برای چند ساعت در آن باقی مانده بود. یک یا دو هفته پس از آن، التهاب شدیدی در پوست او در زیر جایی که رادیوم نگهداری می‌شد، ایجاد شد. ارنست بسنیه، متخصص پوست، پوست را معاینه کرد و اظهار داشت که این به دلیل رادیوم است، که منجر به آزمایش‌هایی توسط کوری شد که آن را تأیید کرد. بسنیه استفاده از رادیوم را برای درمان با همان اهداف اشعه ایکس و اشعه ماوراء بنفش پیشنهاد کرد.
بکرل برای این منظور در سال ۱۹۰۱ مقداری رادیوم به هنری-الکساندر دانلوس از بیمارستان سن لویی در پاریس قرض داد دانلوس با موفقیت چند مورد لوپوس را با مخلوطی از رادیوم و کلرید باریم درمان کرد. آزمایش‌های بیشتر رادیوم درمانی آغاز شد، هرچند با سرعتی بسیار کندتر از آزمایش‌هایی که از اشعه ایکس استفاده می‌کردند، زیرا رادیوم گران و دشوار بود.

## پرتودرمانی امروزی (۱۹۳۵ تاکنون)
«پرتودرمانی» که به عنوان استفاده از تابش الکترومغناطیسی یا ذرات در درمان پزشکی تعریف می‌شود، دارای ۳ شاخه اصلی است: پرتودرمانی خارجی (تله‌تراپی)، درمان موضعی-منطقه‌ای (مانند براکی‌تراپی (پرتودرمانی با منبع مهر و موم شده)، رادیوتراپی داخلی انتخابی (SIRT)، ابلیشن رادیوفرکانسی، ابلیشن مایکروویو و درمان نوری) و درمان سیستمیک (یعنی درمان رادیودارویی، مانند درمان با رادیولیگاند و درمان با منبع بدون مهر و موم)). سه شاخه از رادیولوژی با این سه حوزه درمانی سروکار دارند: پرتودرمانی انکولوژی (تله‌تراپی و براکی‌تراپی)، رادیولوژی مداخله‌ای / انکولوژی مداخله‌ای (پرتودرمانی داخلی انتخابی (SIRT)، درمان موضعی-منطقه‌ای با استفاده از ابلیشن RF و ابلیشن مایکروویو) و رادیولوژی هسته‌ای / پزشکی هسته‌ای (با استفاده از درمان رادیودارویی (RPT) و منابع بدون مهر و موم سیستمیک).
ذرات درمانی مورد خاصی از «پرتودرمانی» است که در آن از «ذرات اتمی ساطع شده» (مانند الکترون‌ها، پروتون‌ها یا نوترون‌ها) برای انتقال انرژی در درمان استفاده می‌شود. ذرات درمانی به‌طور گسترده در رادیولوژی هسته‌ای / پزشکی هسته‌ای (عوامل درمانی رادیودارویی مبتنی بر ذرات آلفا، ذرات بتا یا الکترون‌های اوژه هستند) و تا حدودی در پرتودرمانی انکولوژی (الکترون درمانی خارجی و روش‌های نوظهور اخیر برای پروتون درمانی خارجی) استفاده می‌شود. رادیولوژی هسته‌ای / پزشکی هسته‌ای در انتقال داخلی ذرات درمانی تخصص دارد، در حالی که پرتودرمانی انکولوژی در انتقال خارجی و موضعی ذرات درمانی تخصص دارد.
پرتودرمانی حین عمل یا IORT نوع خاصی از پرتودرمانی است که بلافاصله پس از برداشتن سرطان از طریق جراحی انجام می‌شود. این روش در سرطان سینه (پرتودرمانی حین عمل TARGeted یا TARGIT)، تومورهای مغزی و سرطان‌های رکتوم به کار گرفته شده است.
ید رادیواکتیو که از سال ۱۹۴۱ برای درمان بیماری‌های تیروئید استفاده شده است، امروزه عمدتاً در درمان پرکاری تیروئید (پرکاری تیروئید) و برخی از انواع سرطان تیروئید که ید را جذب می‌کنند، به کار می‌رود. درمان شامل ایزوتوپ مهم ید ، ید-۱۳۱ (۱۳۱I)، که اغلب به سادگی «رادیواید» نامیده می‌شود، می‌باشد (اگرچه از نظر فنی همه ایزوتوپ پرتوزا ید، رادیوید هستند؛ به ایزوتوپ‌های ید مراجعه کنید).